# Tour der neuseeländischen Rugby-Union-Nationalmannschaft nach Nordamerika und Wales 1980
| Tour der All Blacks nach Wales und Nordamerika 1980 | Tour der All Blacks nach Wales und Nordamerika 1980 | Tour der All Blacks nach Wales und Nordamerika 1980 | Tour der All Blacks nach Wales und Nordamerika 1980 | Tour der All Blacks nach Wales und Nordamerika 1980 |
| Übersicht                                           | S                                                   | G                                                   | U                                                   | N                                                   |
| --------------------------------------------------- | --------------------------------------------------- | --------------------------------------------------- | --------------------------------------------------- | --------------------------------------------------- |
| Test Matches                                        | 1                                                   | 1                                                   | 0                                                   | 0                                                   |
| Sonstige Spiele                                     | 6                                                   | 6                                                   | 0                                                   | 0                                                   |
| Gesamt                                              | 7                                                   | 7                                                   | 0                                                   | 0                                                   |
|                                                     |                                                     |                                                     |                                                     |                                                     |
| Wales                                               | 1                                                   | 1                                                   | 0                                                   | 0                                                   |

Die Tour der neuseeländischen Rugby-Union-Nationalmannschaft nach Wales und Nordamerika 1980 umfasste eine Reihe von Freundschaftsspielen der All Blacks, der Nationalmannschaft Neuseelands in der Sportart Rugby Union. Das Team reiste im Oktober und November 1980 durch die Vereinigten Staaten, Kanada und Wales. Während dieser Zeit bestritt es sieben Spiele, von denen es alle gewann. Dazu gehörte zum Abschluss ein Test Match gegen die walisische Nationalmannschaft sowie zwei Länderspiele gegen die Nationalmannschaften der USA und Kanadas, die vom neuseeländischen Verband nicht als Test Matches gewertet werden.

## Spielplan
- Hintergrundfarbe grün = Sieg

(Test Matches sind grau unterlegt; Ergebnisse aus der Sicht Neuseelands)
| # | Datum             | Gegner             | Ort       | Stadion           | Ergebnis |
| - | ----------------- | ------------------ | --------- | ----------------- | -------- |
| 1 | 08. Oktober 1980  | Vereinigte Staaten | San Diego | San Diego Stadium | 53:6     |
| 2 | 11. Oktober 1980  | Kanada             | Burnaby   | Swangard Stadium  | 43:10    |
| 3 | 18. Oktober 1980  | Cardiff RFC        | Cardiff   | Cardiff Arms Park | 16:9     |
| 4 | 21. Oktober 1980  | Llanelli RFC       | Llanelli  | Stradey Park      | 16:10    |
| 5 | 25. Oktober 1980  | Swansea RFC        | Swansea   | St Helen’s        | 32:0     |
| 6 | 28. Oktober 1980  | Newport RFC        | Newport   | Rodney Parade     | 14:3     |
| 7 | 01. November 1980 | Wales              | Cardiff   | Cardiff Arms Park | 23:3     |

## Test Matches
| 1. November 1980 | Wales                | 3 : 23         | Neuseeland                                                                          | Cardiff Arms Park, Cardiff Zuschauer: 53.000 Schiedsrichter: John West (Irland) |
| 1. November 1980 | Straftritte: Fenwick | (0:11) Bericht | Versuche: Allen Fraser Mourie Reid Erhöhungen: Rollerson (2) Straftritte: Rollerson | Cardiff Arms Park, Cardiff Zuschauer: 53.000 Schiedsrichter: John West (Irland) |

Aufstellungen:
- Wales: Robert Ackerman, Gareth Davies, Steve Fenwick , Terry Holmes, Allan Martin, Alan Phillips, Graham Price, Derek Quinnell, Elgan Rees, David Richards, Paul Ringer, Jeff Squire, Clive Williams, Gareth Williams, J. P. R. Williams 
 Auswechselspieler: Eddie Butler, Peter Morgan
- Neuseeland: Nicky Allen, Bernie Fraser, Andy Haden, Graeme Higginson, Rodney Ketels, Gary Knight, David Loveridge, Murray Mexted, Graham Mourie , Bill Osborne, Hika Reid, Bruce Robertson, Douglas Rollerson, Mark Shaw, Stuart Wilson